# Deutsche Meisterschaften im Biathlon 2017
Die Deutschen Meisterschaften im Biathlon 2017 fanden vom 8. bis 10. September im Hohenzollern Skistadion im Gemeindegebiet von Bayerisch Eisenstein und vom 15. bis 17. September in der Chiemgau Arena in Ruhpolding statt.

## Ergebnisse

### Frauen

#### Sprint (7,5 km)
| Platz | Sportlerin          | Verein                               | Landesverband | Schießfehler | Zeit    | Rückstand |
| ----- | ------------------- | ------------------------------------ | ------------- | ------------ | ------- | --------- |
| 1     | Denise Herrmann     | WSC Erzgebirge Oberwiesenthal / BwFb | SVSAC         | 0 0          | 18:02,5 |           |
| 2     | Maren Hammerschmidt | SK Winterberg / ZOLL                 | WSV           | 0 0          | 18:33,4 | 30,9      |
| 3     | Laura Dahlmeier     | SC Partenkirchen / ZOLL              | BSV-W         | 0 0          | 18:38,5 | 36,0      |
| 4     | Franziska Preuß     | SC Haag / ZOLL                       | BSV-I         | 0 0          | 18:46,9 | 44,4      |
| 5     | Nadine Horchler     | SC Willingen / BwB                   | HSV           | 0 0          | 19:02,4 | 59,9      |
| 6     | Luise Kummer        | SV Frankenhain / BwO                 | TSV           | 0 1          | 19:51,5 | 1:49,0    |
| 7     | Karolin Horchler    | WSV Clausthal-Zellerfeld / BwB       | NSV           | 0 1          | 20:00,5 | 1:58,0    |
| 8     | Vanessa Hinz        | SC Schliersee / ZOLL                 | BSV-O         | 2 2          | 20:17,0 | 2:45,5    |
| 9     | Annika Knoll        | SV Friedenweiler-Rudenberg / ZOLL    | SBW           | 0 2          | 20:20,0 | 2:18,0    |
| 10    | Marie Heinrich      | Großbreitenbacher SV / SGO           | TSV           | 1 2          | 20:28,3 | 2:25,8    |

#### Verfolgung (10 km)
| Platz | Sportlerin          | Verein                               | Landesverband | Schießfehler | Zeit    | Rückstand |
| ----- | ------------------- | ------------------------------------ | ------------- | ------------ | ------- | --------- |
| 1     | Denise Herrmann     | WSC Erzgebirge Oberwiesenthal / BwFb | SVSAC         | 0 1 1 1      | 30:17,5 |           |
| 2     | Laura Dahlmeier     | SC Partenkirchen / ZOLL              | BSV-W         | 0 0 0 0      | 31:00,9 | 43,4      |
| 3     | Nadine Horchler     | SC Willingen / BwB                   | HSV           | 0 0 0 1      | 32:06,0 | 1:48,5    |
| 4     | Franziska Preuß     | SC Haag / ZOLL                       | BSV-I         | 1 1 0 1      | 32:10,1 | 1:52,8    |
| 5     | Maren Hammerschmidt | SK Winterberg / ZOLL                 | WSV           | 1 1 2 1      | 32:30,4 | 2:12,9    |
| 6     | Karolin Horchler    | WSV Clausthal-Zellerfeld / BwB       | NSV           | 0 0 0 1      | 33:03,8 | 2:46,3    |
| 7     | Luise Kummer        | SV Frankenhein / BwO                 | TSV           | 0 0 1 0      | 34:11,7 | 3:20,6    |
| 8     | Vanessa Hinz        | SC Schliersee / ZOLL                 | BSV-O         | 1 0 3 0      | 33:53,0 | 3:35,5    |
| 9     | Marie Heinrich      | Großbreitenbacher SV / SGO           | TSV           | 0 0 1 1      | 34:06,5 | 3:49,0    |
| 10    | Christin Maier      | SC Urach / BwT                       | SBW           | 0 1 0 0      | 34:20,3 | 4:02,8    |

#### Langlauf (6 km)
| Platz | Sportlerin           | Verein                               | Landesverband | Schießfehler | Zeit    | Rückstand |
| ----- | -------------------- | ------------------------------------ | ------------- | ------------ | ------- | --------- |
| 1     | Denise Herrmann      | WSC Erzgebirge Oberwiesenthal / BwFb | SVSAC         |              | 16:06,8 |           |
| 2     | Franziska Hildebrand | WSV Clausthal-Zellerfeld / BwB       | NSV           |              | 16:56,8 | 50,0      |
| 3     | Vanessa Hinz         | SC Schliersee / ZOLL                 | BSV-O         |              | 17:04,9 | 58,1      |
| 4     | Nadine Horchler      | SC Willingen / BwB                   | HSV           |              | 17:19,6 | 1:12,8    |
| 5     | Maren Hammerschmidt  | SK Winterberg / ZOLL                 | WSV           |              | 17:20,1 | 1:13,3    |
| 6     | Nadine Herrmann      | SV Bockau / BwB SZ                   | SVSa          |              | 17:32,5 | 1:25,7    |
| 7     | Karolin Horchler     | WSV Clausthal-Zellerfeld/BwB         | NSV           |              | 17:36,4 | 1:29,6    |
| 8     | Sophia Schneider     | SV Oberteisendorf / ZOLL             | BSV-C         |              | 17:36,9 | 1:30,1    |
| 9     | Marie Heinrich       | Großbreitenbacher SV / BwO           | TSV           |              | 17:37,7 | 1:30,9    |
| 10    | Franziska Preuß      | SC Haag / ZOLL                       | BSV           |              | 17:43,0 | 1:36,2    |

#### Staffel (3 × 6 km)
| Platz | Staffel / Sportler   | Verein                            | Landesverband | Schießfehler | Zeit    |
| ----- | -------------------- | --------------------------------- | ------------- | ------------ | ------- |
| 1     | TSV                  |                                   |               |              | 51:47,7 |
|       | Luise Kummer         | SV Frankenhain / BwO              | TSV           | 0 0          | 16:51,5 |
|       | Juliane Frühwirt     | SV Motor Tambach-Dietharz / SGO   | TSV           | 0 0          | 17:48,9 |
|       | Marie Heinrich       | Großbreitenbacher SV / BwO        | TSV           | 0 0          | 17:07,3 |
| 2     | BSV 1                |                                   |               |              | 51:54,7 |
|       | Marion Deigentesch   | SV Oberteisendorf / ZOLL          | BSV           | 0 0          | 17:42,1 |
|       | Vanessa Hinz         | SC Schliersee / ZOLL              | BSV-O         | 0 0          | 17:15,3 |
|       | Franziska Preuß      | SC Haag / ZOLL                    | BSV-I         | 0 0          | 16:57,3 |
| 3     | BSV II               |                                   |               |              | 53:07,4 |
|       | Sophia Schneider     | SV Oberteisendorf / ZOLL          | BSV           | 0 0          | 17:01,5 |
|       | Sarah Schaber        | TSV Buchenberg / BwB              | BSV           | 0 0          | 18:42,6 |
|       | Stefanie Scherer     | SC Wall / LpB                     | BSV           | 0 0          | 18:09,2 |
| 4     | NSV                  |                                   |               |              | 52:39,6 |
|       | Franziska Hildebrand | WSV Clausthal-Zellerfeld / BwB    | NSV           | 0 0          | 16:37,0 |
|       | Stephanie Jesse      | WSV Clausthal-Zellerfeld / BPOL   | NSV           | 0 0          | 17:57,8 |
|       | Rika Böttcher        | SC Buntenbock / SKIH              | NSV           | 0 0          | 18:42,6 |
| 5     | SBW                  |                                   |               |              | 53:56,5 |
|       | Janina Hettich       | SC Schönwald / BwT                | SBW           | 2 0          | 17:34,5 |
|       | Christin Maier       | SC Urach / BwT                    | SBW           | 2 0          | 19:00,6 |
|       | Annika Knoll         | SV Friedenweiler-Rudenberg / ZOLL | SBW           | 0 0          | 17:21,4 |
| 6     | BSV III              |                                   |               |              | 59:24,0 |
|       | Lisa Spark           | SC Traunstein                     | BSV           | 0 0          | 19:10,7 |
|       | Stina Mußmann        | SC Partenkirchen                  | BSV           | 1 0          | 20:53,0 |
|       | Jessica Lange        | SC Ruhpolding / BwBg              | BSV           | 0 1          | 19:20,2 |

#### Massenstart (12,5 km)
| Platz | Sportlerin          | Verein                               | Landesverband | Schießfehler | Zeit    | Rückstand |
| ----- | ------------------- | ------------------------------------ | ------------- | ------------ | ------- | --------- |
| 1     | Denise Herrmann     | WSC Erzgebirge Oberwiesenthal / BwFb | SVSAC         | 0 1 0 2      | 36:25,0 |           |
| 2     | Franziska Preuß     | SC Haag / ZOLL                       | BSV-I         | 0 0 1 0      | 36:38,7 | 13,7      |
| 3     | Karolin Horchler    | WSV Clausthal-Zellerfeld / BwB       | NSV           | 0 0 0 1      | 37:06,4 | 41,4      |
| 4     | Maren Hammerschmidt | SK Winterberg / ZOLL                 | WSV           | 0 1 1 1      | 37:25,8 | 1:00,8    |
| 5     | Sophia Schneider    | SV Oberteisendorf / ZOLL             | BSV-C         | 1 1 0 0      | 38:16,5 | 1:51,5    |
| 6     | Nadine Horchler     | SC Willingen / BwB                   | HSV           | 0 0 1 1      | 38:32,7 | 2:07,7    |
| 7     | Janina Hettich      | SC Schönwald / BwT                   | SBW           | 0 0 1 1      | 39:03,2 | 2:38,2    |
| 8     | Marie Heinrich      | Großbreitenbacher SV / SGO           | TSV           | 1 0 3 0      | 39:06,9 | 2:41,9    |
| 9     | Marion Deigentesch  | SV Oberteisendorf / ZOLL             | BSV-C         | 0 2 1 1      | 39:14,5 | 2:49,5    |
| 10    | Christin Maier      | SC Urach / BwT                       | SBW           | 1 0 2 2      | 39:24,0 | 2:59,0    |

### Männer

#### Sprint (10 km)
| Platz | Sportlerin         | Verein                          | Landesverband | Schießfehler | Zeit     | Rückstand |
| ----- | ------------------ | ------------------------------- | ------------- | ------------ | -------- | --------- |
| 1     | Benedikt Doll      | SZ Breitnau / BwO               | SBW           | 1 1          | 24:33,3  |           |
| 2     | Matthias Dorfer    | SV Marzoll / BwB                | BSV-C         | 0 1          | 24:50,9  | 17,6      |
| 3     | Simon Schempp      | SZ Uhingen / ZOLL               | SBW           | 2 1          | 24:57,5  | 24,2      |
| 4     | Philipp Horn       | SV Frankenhain / BwO            | TSV           | 1 1          | 25:05,1  | 31,8      |
| 5     | Florian Graf       | WSV Eppenschlag / ZOLL          | BSV-B         | 0 1          | 25:15,79 | 42,6      |
| 6     | Erik Lesser        | SSV Frankenhain / BwO           | TSV           | 1 3          | 25:22,7  | 49,4      |
| 7     | Michael Willeitner | SK Berchtesgaden / BPOL         | BSV-C         | 1 2          | 25:28,5  | 55,2      |
| 8     | David Zobel        | SC Partenkirchen / ZOLL         | BSV-W         | 1 0          | 25:42,6  | 1:09,3    |
| 9     | Florian Hollandt   | SWV Goldlauter e. V. / BPOL     | TSV           | 1 2          | 25:45,1  | 1:11,8    |
| 10    | Danilo Riethmüller | WSV Clausthal-Zellerfeld / SKIH | NSV           | 1 1          | 25:46,3  | 1:13,3    |

#### Verfolgung (12,5 km)
| Platz | Sportlerin         | Verein                          | Landesverband | Schießfehler | Zeit    | Rückstand |
| ----- | ------------------ | ------------------------------- | ------------- | ------------ | ------- | --------- |
| 1     | Simon Schempp      | SZ Uhingen / ZOLL               | SBW           | 0 1 0 0      | 30:41,1 |           |
| 2     | Erik Lesser        | SSV Frankenhain / BwO           | TSV           | 0 1 1 0      | 31:55,6 | 1:14,5    |
| 3     | Benedikt Doll      | SZ Breitnau / BwO               | SBW           | 0 1 2 1      | 32:03,1 | 1:22,0    |
| 4     | Michael Willeitner | SK Berchtesgaden / BPOL         | BSV-C         | 0 0 0 1      | 32:24,3 | 1:43,2    |
| 5     | Matthias Dorfer    | SV Marzoll / BwB                | BSV-C         | 1 2 0 1      | 32:24,3 | 1:43,2    |
| 6     | David Zobel        | SC Partenkirchen / ZOLL         | BSV-W         | 0 0 1 0      | 32:57,2 | 2:16,1    |
| 7     | Lucas Fratzscher   | WSV Oberhof / BwO               | TSV           | 0 0 0 0      | 32:58,3 | 2:17,2    |
| 8     | Niklas Homberg     | SK Berchtesgaden / ZOLL         | BSV           | 0 0 2 1      | 33:22,8 | 2:41,7    |
| 9     | Marco Groß         | SC Ruhpolding / ZOLL            | BSV           | 0 0 0 1      | 33:22,9 | 2:41,8    |
| 10    | Arnd Peiffer       | WSV Clausthal-Zellerfeld / BPOL | NSV           | 0 0 2 1      | 33:48,0 | 3:06,9    |

#### Langlauf (10,5 km)
| Platz | Sportlerin     | Verein                   | Landesverband | Schießfehler | Zeit    | Rückstand |
| ----- | -------------- | ------------------------ | ------------- | ------------ | ------- | --------- |
| 1     | Andreas Katz   | SV Baiersbronn / BwS     | SBW           |              | 22:29,2 |           |
| 2     | Simon Schempp  | SZ Uhingen / ZOLL        | SBW           |              | 22:52,8 | 23,6      |
| 3     | Lucas Bögl     | SC Gaißach / BwB         | BSV-O         |              | 23:00,9 | 31,7      |
| 4     | Benedikt Doll  | SZ Breitnau / BwO        | SBW           |              | 23:14,4 | 45,2      |
| 5     | Philipp Horn   | SV Frankenhain / BwO     | TSV           |              | 23:19,8 | 50,6      |
| 6     | Arnd Peiffer   | WSV Clausthal-Zellerfeld | NSV           |              | 23:20,1 | 50,9      |
| 7     | Jonas Dobler   | SC Traunstein / ZOLL     | BSV-C         |              | 23:21,1 | 51,9      |
| 8     | Johannes Kühn  | TBD                      | BSV-C         |              | 23:33,1 | 1:03,9    |
| 9     | Florian Graf   | WSV Eppenschlag / ZOLL   | BSV-B         |              | 23:39,0 | 1:09,8    |
| 10    | Niklas Homberg | SK Berchtesgaden / ZOLL  | BSV-C         |              | 23:40,2 | 1:11,0    |

#### Staffel (3 × 7,5 km)
| Platz | Staffel / Sportler | Verein                     | Landesverband | Schießfehler | Zeit      |
| ----- | ------------------ | -------------------------- | ------------- | ------------ | --------- |
| 1     | SBW                |                            |               |              | 53:45,2   |
|       | Lukas Rombach      | SC Wehr / BwB              | SBW           | 0 0          | 17:53,5   |
|       | Benedikt Doll      | SZ Breitnau / BwO          | SBW           | 0 0          | 17:46,9   |
|       | Simon Schempp      | SZ Uhingen / ZOLL          | SBW           | 0 0          | 18:04,8   |
| 2     | BSV I              |                            |               |              | 53:57,1   |
|       | Michael Willeitner | SK Berchtesgaden / BPOL    | BSV           | 0 0          | 17:59,0   |
|       | Niklas Homberg     | SK Berchtesgaden / ZOLL    | BSV           | 0 0          | 18:10,7   |
|       | Matthias Dorfer    | SV Marzoll / BwB           | BSV           | 0 0          | 17:47,4   |
| 3     | BSV III            |                            |               |              | 54:22,3   |
|       | Marco Groß         | SC Ruhpolding / ZOLL       | BSV           | 0 0          | 17:59,2   |
|       | Dominic Schmuck    | SC Schleching / BPOL       | BSV           | 0 0          | 17:57,6   |
|       | Dominic Reiter     | SC Ruhpolding / BPOL       | BSV           | 0 0          | 18:25,9   |
| 4     | TSV I              |                            |               |              | 55:00,5   |
|       | Erik Lesser        | SV Frankenhain / BwO       | TSV           | 0 0          | 17:49,0   |
|       | Philipp Horn       | SV Frankenhain / BwO       | TSV           | 0 0          | 18:25,3   |
|       | Lucas Fratzscher   | WSV Oberhof / BwO          | TSV           | 0 2          | 17:55,7   |
| 5     | BSV 2              |                            |               |              | 55:47,1   |
|       | Florian Graf       | WSV Eppenschlag / ZOLL     | BSV           | 0 0          | 18:26,2   |
|       | Johannes Kühn      | WSV Reit im Winkl          | BSV-C         | 0 1          | 19:19,2   |
|       | Philipp Nawrath    | SK Nesselwang / LpB        | BSV           | 0 0          | 18:01,7   |
| 6     | TSV III            |                            |               |              | 57:33,6   |
|       | Steffen Bartscher  | WSV Oberhof / BwO          | TSV           | 0 0          | 17:57,7   |
|       | Julian Hollandt    | SWV Goldlauter / BPOL      | TSV           | 0 0          | 19:02,0   |
|       | Max Barchewitz     | SV Frankenhain / SGO       | TSV           | 0 1          | 20:33,9   |
| 7     | TSV II             |                            |               |              | 55:30,4   |
|       | Florian Hollandt   | WV Goldlauter / BPOL       | TSV           | 1 1          | 19:55,9   |
|       | Erik Weick         | SV Frankenhain / SGO       | TSV           | 0 0          | 19:22,3   |
|       | Maximilian Janke   | WSV Oberhof / BwB          | TSV           | 0 1          | 19:31,9   |
| 8     | BSV IV             |                            |               |              | 56:27,6   |
|       | Johannes Donhauser | SC Monte Karolino Hirschau | BSV           | 2 0          | 17:39,5   |
|       | Tim Grotian        | SC Mittenwald / ZOLL       | BSV           | 1 1          | 21:00,8   |
|       | Matthias Graf      | SSV Wertach / CJD          | BSV           | 1 1          | 21:10,4   |
| 9     | BSV 5              |                            |               |              | 1:03:44,4 |
|       | Simon Groß         | SC Ruhpolding / ZOLL       | BSV           | 0 1          | 20:21,0   |
|       | Raphael Lankes     | SC Ruhpolding / LpB        | BSV           | 0 2          | 22:10,0   |
|       | Markus Schweinberg | SC Füssen                  | BSV           | 0 0          | 21:13,4   |

#### Massenstart (15,5 km)
| Platz | Sportlerin         | Verein                          | Landesverband | Schießfehler | Zeit    | Rückstand |
| ----- | ------------------ | ------------------------------- | ------------- | ------------ | ------- | --------- |
| 1     | Arnd Peiffer       | WSV Clausthal-Zellerfeld / BPOL | NSV           | 0 0 2 0      | 39:08,5 |           |
| 2     | Florian Graf       | WSV Eppenschlag / ZOLL          | BSV-B         | 1 0 0 0      | 39:17,5 | 9,0       |
| 3     | Johannes Kühn      | WSV Reit im Winkl               | BSV-C         | 1 1 2 0      | 39:17,9 | 9,4       |
| 4     | Michael Willeitner | SK Bertchtesgaden / Zoll        | BSV-C         | 1 1 0 2      | 39:22,4 | 13,9      |
| 5     | Lucas Fratzscher   | WSV Oberhof / BwO               | TSV           | 0 0 1 1      | 39:22,5 | 14,0      |
| 6     | Simon Schempp      | SZ Uhingen / ZOLL               | SBW           | 1 2 2 1      | 39:37,6 | 29,1      |
| 7     | Niklas Homberg     | SK Bertchtesgaden / Zoll        | BSV-C         | 0 2 1 1      | 39:37,6 | 29,1      |
| 8     | Danilo Riethmüller | WSV Clausthal-Zellerfeld / SKIH | NSV           | 1 0 1 0      | 39:38,0 | 29,5      |
| 9     | Erik Weick         | SV Frankenhain / SGO            | TSV           | 0 1 1 1      | 39:38,9 | 30,4      |
| 10    | Matthias Dorfer    | SV Marzoll / BwB                | BSV-C         | 1 1 0 2      | 39:42,0 | 33,5      |